# گرفتگی (فیلم)
گرفتگی (به هندی: Grahan) یا کسوف فیلمی محصول سال ۲۰۰۱ و به کارگردانی شاشیلال کی. نایر است. در این فیلم بازیگرانی همچون جکی شروف، مانیشا کویرالا و راجندرانات زوتشی ایفای نقش کرده‌اند.